# Ernst Ruska
Ernst August Friedrich Ruska (Heidelberg, 25 de diciembre de 1906-Berlín, 27 de mayo de 1988) fue un físico alemán que ganó el Premio Nobel de Física en 1986 por su trabajo en óptica electrónica, incluyendo el diseño del primer microscopio electrónico.

## Semblanza

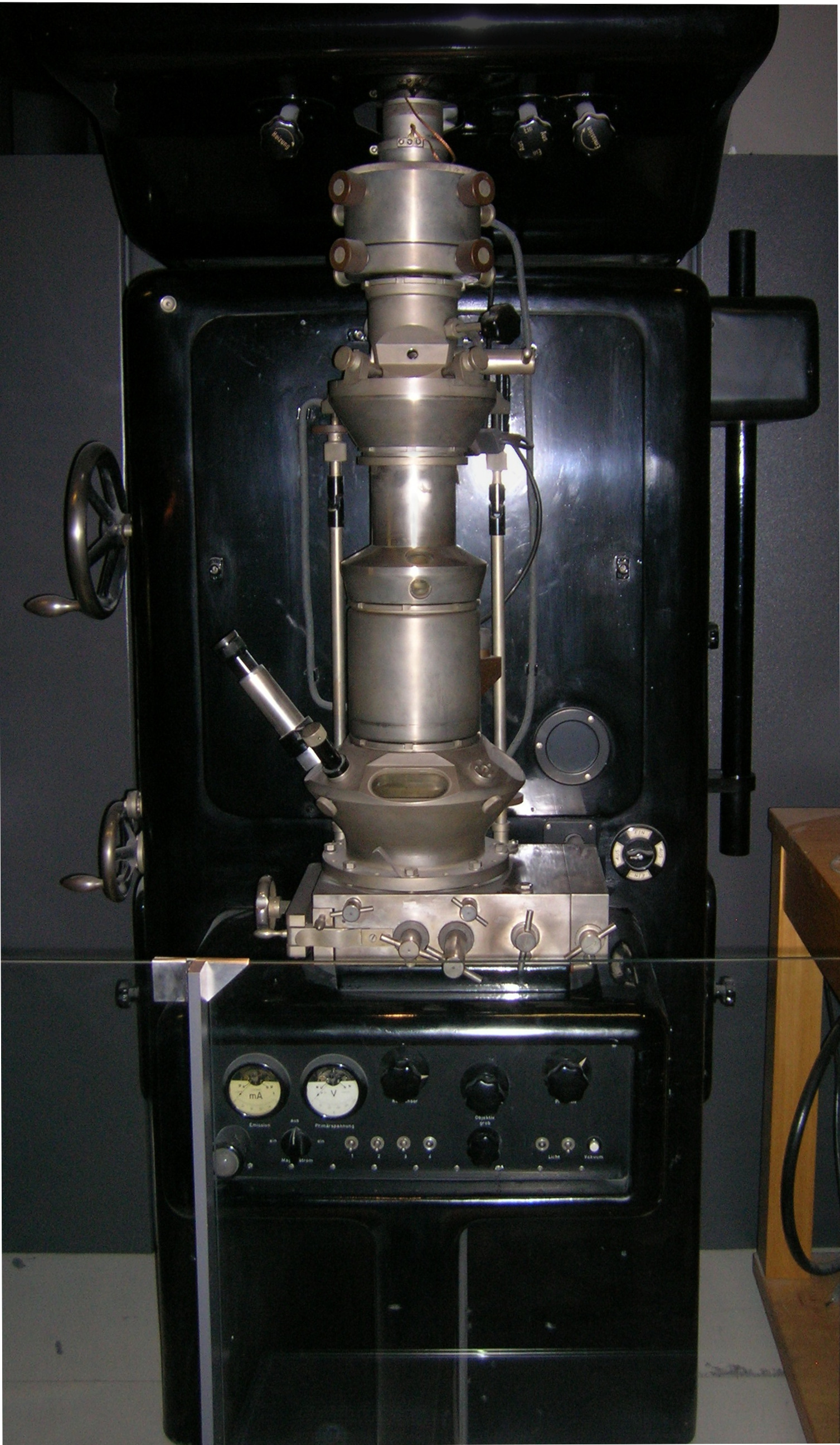
Microscopio electrónico de Ernst Ruska

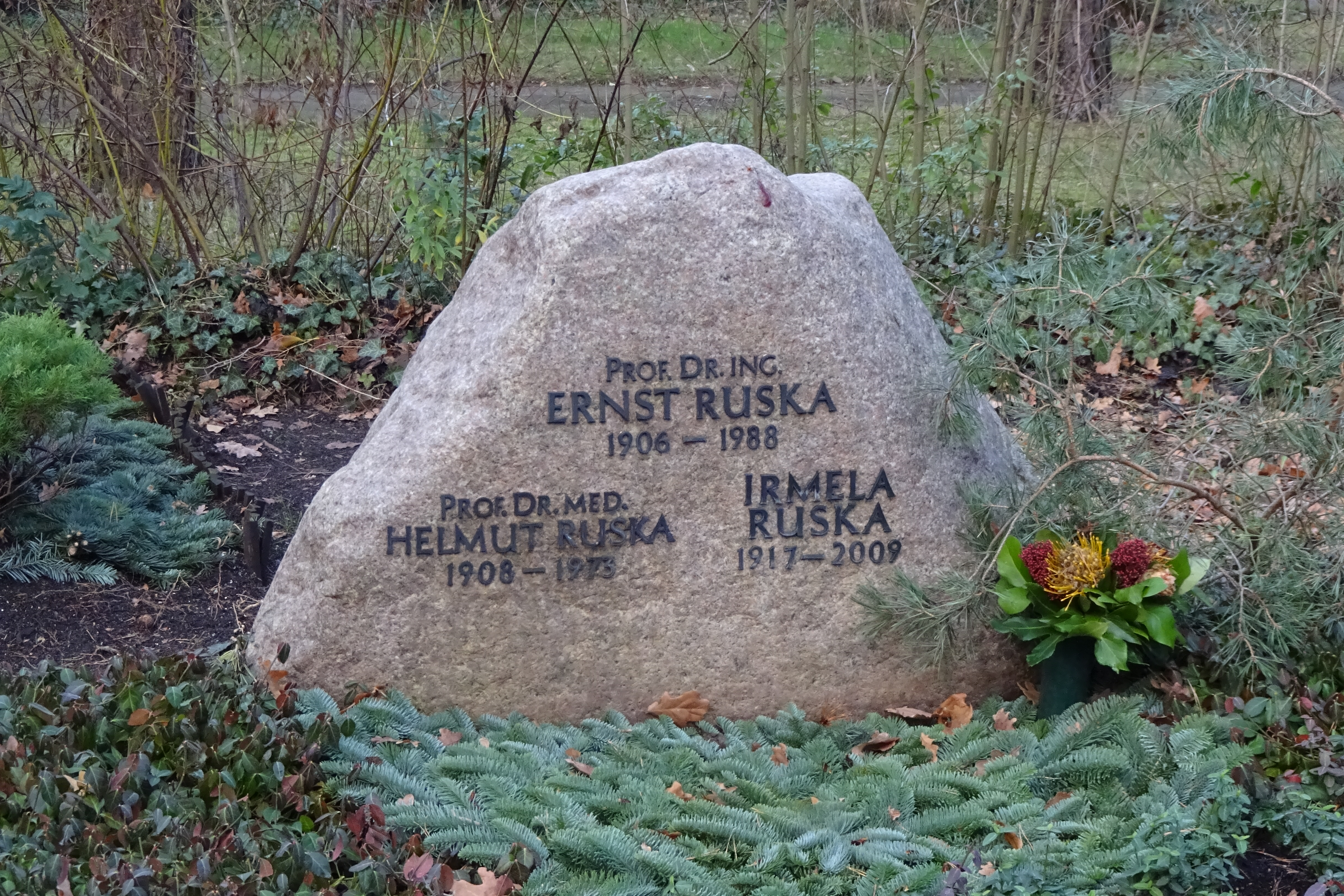
Sepultura de Ernst Ruska en el cementerio de Berlín Falkenried (Dahlem)

Ruska trabajó  en la Universidad Técnica de Múnich de 1925 a 1927, luego ingresó a la Universidad Técnica de Berlín, donde postuló que los microscopios que usan electrones con longitudes de onda 1000 veces más corta que la de la luz visible, pueden proveer imágenes más detalladas de los objetos que los microscopios que utilizan luz, en los cuales la magnificación es limitada por el tamaño de las longitudes de onda. En 1931 demostró que una bobina magnética podría actuar como una lente electrónica, y usó varias bobinas en una serie para construir el primer microscopio electrónico en 1933.
Después de completar su doctorado en 1933 continuó trabajando en el campo de la óptica electrónica, primero en Fernseh Ltd in Berlin-Zehlendorf, y luego desde 1937 en Siemens AG. En Siemens se involucró en desarrollar el primer microscopio electrónico producido comercialmente en 1939. Al igual que desarrollando la tecnología del microscopio electrónico mientras en Siemens, Ruska también trabajó en otras instituciones científicas y animó a Siemens a establecer un laboratorio para investigadores visitantes que fue encabezado inicialmente por el hermano de Helmut Ruska, un médico que desarrolló el uso del microscopio electrónico para aplicaciones médicas y biológicas. Después de salir de Siemens en 1955, Ruska se desempeñó como director del Instituto de Microscopía Electrónica en el Instituto Fritz Haber de la Sociedad Max Planck hasta el año de 1974. Al mismo tiempo, trabajó en el instituto y como profesor en la Universidad Técnica de Berlín, desde 1957 hasta su retiro en 1974.
En 1960 recibió el premio Lasker, y en 1986 fue galardonado con la mitad del Premio Nobel en Física por sus numerosos logros en el campo de la óptica electrónica; Gerd Binnig y Heinrich Rohrer ganaron un cuarto del premio para cada uno por su diseño del microscopio de efecto túnel. Ruska murió en Berlín Occidental en 1988.